# Chatkalita
La chatkalita és un mineral de la classe dels sulfurs que pertany al grup de la germanita. Rep el nom de la regió on va ser descoberta l'any 1981: les muntanyes Chatkal.

## Característiques
La chatkalita és un sulfur de fórmula química Cu₆FeSn₂S₈. Cristal·litza en el sistema tetragonal. Els grans són rodons, de fins a 100 μm i poden estar inclosos en tetraedrita. La seva duresa a l'escala de Mohs és 4,5.
Segons la classificació de Nickel-Strunz, la chatkalita pertany a «02.CB - Sulfurs metàl·lics, M:S = 1:1 (i similars), amb Zn, Fe, Cu, Ag, etc.» juntament amb els següents minerals: coloradoïta, hawleyita, metacinabri, polhemusita, sakuraiïta, esfalerita, stil·leïta, tiemannita, rudashevskyita, calcopirita, eskebornita, gal·lita, haycockita, lenaïta, mooihoekita, putoranita, roquesita, talnakhita, laforêtita, černýita, ferrokesterita, hocartita, idaïta, kesterita, kuramita, mohita, pirquitasita, estannita, stannoidita, velikita, mawsonita, colusita, germanita, germanocolusita, nekrasovita, stibiocolusita, ovamboïta, maikainita, hemusita, kiddcreekita, polkovicita, renierita, vinciennita, morozeviczita, catamarcaïta, lautita, cadmoselita, greenockita, wurtzita, rambergita, buseckita, cubanita, isocubanita, picotpaulita, raguinita, argentopirita, sternbergita, sulvanita, vulcanita, empressita i muthmannita.

## Formació i jaciments
La chatkalita apareix com a disseminacions rodones en tetraedrita. A més del lloc on va ser descoberta, també estat trobada al filó María Eugenia, a Cerro Atajo (Catamarca, Argentina, la mina McCoy, al comtat de Lander (Nevada, Estats Units), a la mina Quiruvilca (Santiago de Chuco, Perú), a Rędziny (Baixa Silèsia, Polònia), la mina Arschitza, a Iacobeni (Suceava, Romania) i el dipòsit de Au-Ag-Cu Bitian, a Wuping (Longyan, Xina).